# Melicope anisata
Melicope anisata är en vinruteväxtart som först beskrevs av Horace Mann, och fick sitt nu gällande namn av T.G. Hartley & B.C. Stone. Melicope anisata ingår i släktet Melicope och familjen vinruteväxter. Inga underarter finns listade i Catalogue of Life.